# 독일 순양전함 샤른호르스트
샤른호르스트(Scharnhorst, DKM Scharnhorst)는 제1차 세계 대전 후의 독일 해군(German Kriegsmarine)이 건조한 순양전함이다. 샤른호르스트급 순양전함의 제1번함(Nameship)으로, 배의 이름은 나폴레옹 점령시 독립전쟁을 이끈 프로이센의 장군 '게르하르트 폰 샤른호르스트(Gerhard von Scharnhorst)'에 유래하며, 1914년 포클랜드 섬 전투에서 침몰된 SMS 샤른호르스트를 기념한 이름이기도 하다. 독일 해군은 전함에 분류하며, 영국 해군은 순양전함으로 분류한다.

## 제작
1930년 6월 30일에 빌헬름스하펜(Wilhelmshaven) 해군 조선소에서 기공, 1차례 건조를 중지하였고, 1935년 6월 15일에 건조를 재기, 1936년 10월 3일에 진수하여, 1939년 1월 7일에 취역하였다. 첫 함장은 오토 칠리악스였다. 첫 항해 후, 1939년 중반까지 후미에 메인마스트를 장착하고 해면에 대해 수직이었던 함수의 모양을 항해에 적합한 전방으로 튀어나온 형태(Atlantic bow)로 고쳤다. 어쨌든, 샤른호르스트는 건현(흘수선에서 갑판까지의 부분)이 상대적으로 낮아 큰 파도에 젖기 쉬웠다. HMS 리나운과의 전투 후의 함포 보고서(Gunnery report)에서는 "A" 포탑에 바닷물이 심각하게 범람하여 효율에 막대한 지장을 주었다고 보고하였다.
샤른호르스트의 무장은 전함에 필적하며, 상대적으로 작은 구경의 대포가 없었다면 영국으로부터 전함으로 분류되었을 것이다. 독일 해군은 샤른호르스트와 그나이제나우를 전함(Schlachtschiffe)으로 분류하였다.

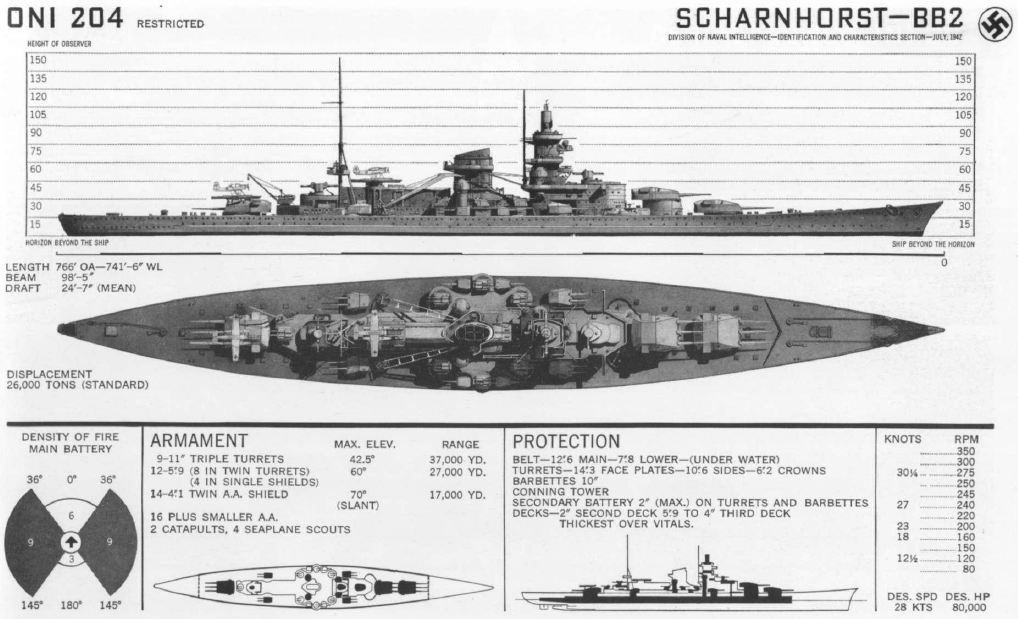
A503 FM30-50 식별용 소책자의 샤른호르스트호

샤른호르스트의 9문의 11인치(정확하게는 283 mm, 11.1인치) 주포는, 당시에는 대적할 전함이 없을 높은 포구속력을 지녔기 때문에, 악조건 하에서도 긴 사거리와 꽤 우수한 장갑 관통력을 지녔는데, 이러한 무장은, 당시의 전황을 고려하여 취역을 서둘렀기 때문이었다.

## 활동

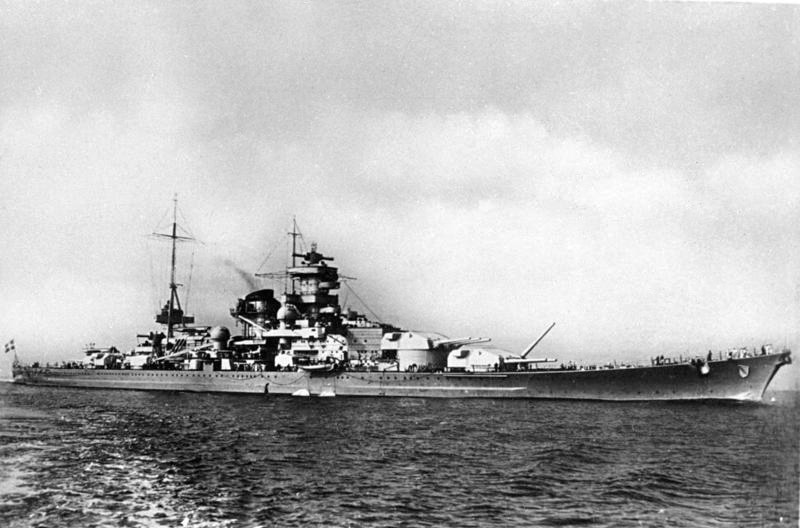
샤른호르스트호의 실제 사진

### 초기 활동
1939년 9월 4일, 샤른호르스트는 브룬즈뷔텔에서 영국 폭격기의 공격으로 피해를 입었다. 11월 21일에 자매함인 그나이제나우호, 케른, 라이프찌히 등과 빌헬름스하펜에서 처음으로 출격하였다. 다음날 22일에 순양함들과 나뉘어 그나이제나우호와 함께 아이슬란드 남방으로 향하던 도중, 23일에 영국의 보조순양함 라왈핀디와 만나 격침시켰다. 두 척의 군함은 이 파로섬 해전으로 영국에 알려져 아이슬란드 남방의 진출을 중지하고 북상하였다. 26일, 샤른호르스트와 그나이제나우는 폭풍 속에 영국의 포위를 벗어나 27일 빌헬름스하펜으로 돌아왔다.
1940년 2월 18일 ~ 20일에 '노르트마르크 작전'으로 샤른호르스트와 그나이제나우, 중순양함 아드미랄 히퍼, 구축함 두 척과 함께 노르웨이해로 출격하였으나 성과는 없었다.
1940년 4월에 개시된 독일군의 노르웨이 침공작전인 베젤 연습작전에서 샤른호르스트와 그나이제나우는 함께 나르빅 공략부대의 지원부대로 참가하였다. 두 척의 배는 4월 7일 나르빅 공략부대와 트룬하임 공략부대의 순양함, 구축함과 함께 독일에서 출격하였다. 도중에 트룬하임 공략부대와 나뉘어 샤른호른스트와 그나이제나우, 나르빅 공략부대의 구축함 10척은 8일 밤, 베스트피요르드의 입구에 도착했다. 샤른호르스트와 그나이제나우는 나르빅 공략을 향한 구축함과 나뉘었다. 다음날 8일 아침, 두 척의 배는 로포딘 제도 해역에 영국의 전함 리나운 호와 만나 전투를 벌였다. 이 나르빅 해전에서 그나이제나우와 리나운이 피해를 입었다. 전투 후 두 척의 배는 얀마옌섬을 향하고, 12일에 빌헬름스하펜으로 귀환한다.
6월 4일, 유노 작전으로 샤른호르스트와 그나이제나우, 구축함 4척과 함께 킬에서 출격하여, 아드미랄 히퍼와 합류한 후 노르웨이 북부로 진출하였다. 6월 8일, 독일 함대는 유조선, 트롤선과 병력수송선 각 1척씩을 격침시켰다. 이후 순양함, 구축함과 분리되어 항해 중, 두 척의 군함은 영국의 항공모함 글로리어스 호와 그 호위 구축함 아카스타 호와 아르덴트 호와 마주쳐 세 척 모두 격침시켰다. 하지만, 이 노르웨이 해전에서 샤른호르스트도 아카스타의 어뢰공격으로 1발이 명중하여 손상을 입어, 50명의 승무원이 사망하였다. 응급수리를 위해 론하임으로 향하던 샤른호르스트는, 6월 11일, 영국 항공기의 폭격을 받았으나, 명중되지 않았다. 6월 15일, 샤른호르스트는 항공모함 아크로얄호에서 이륙한 스쿠아 급강하폭격기에 의한 공격에서 폭탄 1발이 명중되었으나 불발이었다. 6월 20일, 샤른호르스트는 론하임을 출항하여 23일에 킬에 도착하였다. 도중에 영국 비행기에 의한 공격을 받았으나 손상은 없었다.
수리가 완료된 샤른호르스트와 그나이제나우는, 12월 28일 출격하였으나, 악천후로 그나이제나우가 손상을 입어 돌아와야 했다.

### 베를린 작전
1941년 1월부터 그나이제나우와 함께 무역선파괴작전을 담당, 합계 약 49,300톤의 배를 침몰시켰고, 3월 22일에 프랑스의 브레스트에 입항하였다.
샤른호르스트는 기관에 문제가 발생하여, 브레스트에 입항한 후 수리를 시작하였다. 7월 23일 아침, 수리를 마친 샤른호르스트는 테스트와 훈련을 위해 라 파리스를 향하여 출항하였고, 같은 날 저녁에 도착하였다. 이러한 이동이 영국의 항공기에 발견되어 7월 24일, 영국군의 헬리팩스 폭격기가 라 파리스의 샤른호르스트를 공격하였고, 5발의 폭탄이 명중하였으나, 그 중 3발은 불발이었다. 같은 날 저녁, 샤른호르스트는 라 파리스를 떠나 브레스트로 향하였고, 거기에서 도크에 들어가 12월에 수리를 마쳤다.

### 켈베로스 작전

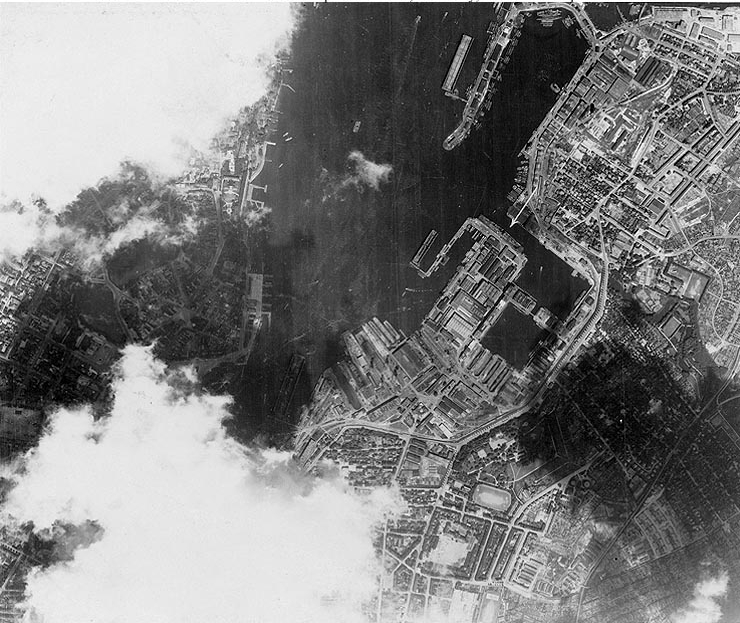
1942년 상반기 촬영
우측 윗부분 화살표 끝부분에 샤른호르스트가 보인다.

1942년 2월 11일 ~ 2월 13일, 켈베로스 작전에 따라 도버 해협을 돌파하여 독일로 귀환하였다.
1943년 3월 ~ 7월에, 노르웨이에서 전투훈련을 실시하였다. 9월, 시칠리아 작전에서 스피츠베르겐섬을 함포 사격하였다.

### 노스케이프 해전
1943년 12월 25일, 샤른호르스트와 여러 척의 구축함은, 해군소장 에리히 바이의 명령으로 러시아로 향하는 북극 호송선단을 노르웨이 북쪽 해상에서 공격하였다. 불행하게도, 독일군의 명령은 영국의 암호해독자들에게 해독되어 해군 본부에서 영국군대로 이들을 중간에서 잡게 하였다. 다음날, 악천후에서 선단을 찾지 못한 바이는 구축함을 분리하여 남쪽으로 보냈고, 샤른호르스트는 혼자 남게 되었다.
2시간이 채 되지 않아, 샤른호르스트는 선단의 호위선인 순양함 HMS 벨파스트, 노포크, 셰필드와 만나게 되었다. 벨파스트호는 샤른호르스트를 08시 40분에 32,000 미터 거리에서 레이다로 포착, 09시 41분에 셰필드가 육안으로 목격하였다. 눈발 속에서 영국 순양함은 포문을 열었다. 벨파스트는 예광탄으로 샤른호르스트를 비추려 하였으나, 성공하지 못했다. 어쨌든, 노포크는 레이다를 이용하여 탄착점을 포착, 포격을 시작하여 두 발을 명중시켰다. 그 중 한 발은 샤른호르스트의 주 레이다 안테나를 파괴하여, 시정이 좋지 않을 때에 정확한 반격을 할 수 없게 했다. 노포크는 가벼운 피해를 입었다.
순양함과 호송선을 피하기 위해, 바이는 샤른호르스트에 남쪽 항로로 순양함과 멀어지게 하였다. 오후 늦게, HMS 듀크 오브 요크를 포함한 호송선단의 지원 병력이 조우하여 포격을 개시하였다. 샤른호르스트는 포탑이 손상되면서도 순간적으로 추적자와 멀어졌다. 듀크 오브 요크는 다시 따라잡아 다시 포격하였다. 두 번째 일제사격은 샤른호르스트의 "A" 포탑을 파괴했고, "A" 탄약고의 탄약의 폭발은 "B" 탄약고에도 이어졌다. 탄약고는 부분적으로 침수하여 불이 꺼졌다. 영국 해군의 배들은 심각한 손상을 입지 않았고, 기함의 마스트가 11인치 포탄에 부숴졌을 뿐이었다. 18시, 샤른호르스트의 주요 포대는 포격을 멈추었다. 18시 20분, 듀크 오브 요크의 한 차례의 포격이 보일러실을 파괴했고, 샤른호르스트의 속도는 22노트(41 km/h)로 줄어들어 구축함의 표적이 되었다. 하지만, 피해를 입은 상태에서도 순양함 HMS 자메이카와 구축함 머스커티어, 매츨리스, 어퍼튠, 비라고우가 접근하여 어뢰를 발사할 때에 보조 화력은 여전히 거칠게 사격하고 있었다.
19시 28분, 듀크 오브 요크는 77번째로 샤른호르스트에 일제사격하였다. 52발의 어뢰가 발사되었는데, 19시 37분에 자마이카에서 3 km 거리에서 발사된 마지막 3발이 최후의 타격이었다.
샤른호르스트는 1943년 12월 26일 19시 45분에 여전히 프로펠라가 돌아가는 상태에서 침몰되었다. 총 1,968명의 승조원 중에서 36명 만이 살아남았고, 그 중에 장교는 없었다. 이들은 몹시 추운 바다 위에서 HMS 스콜피온과 매츨리스 호에 구조되었다. 하지만 그중에서도 끝까지 살아남은 것은 2명이었고, 그 2명도 구조선의 히터 폭발로 사망하였다.

## 잔해
2000년 10월 3일, 샤른호르스트의 침몰 잔해가 북위 72°16′, 동경 28°41′, 노스 케이프에서 북북서 방향으로 약 130 km 지점에서 발견되어 노르웨이 해군에 의해 촬영되었다.

## 자매함
- 독일 순양전함 그나이제나우

## 같이 보기
- 베저뤼붕 작전
- 켈베로스 작전